# 名古屋徳洲会総合病院
名古屋徳洲会総合病院（なごやとくしゅうかいそうごうびょういん）は、愛知県春日井市にある民間病院である。
中部地方で初めてとなる徳洲会グループの病院として、1986年6月に開業した。徳洲会の病院としては全国で16番目である。

## 診療科
- 内科
- 神経内科
- 消化器内科
- 呼吸器内科
- 外科
- 消化器外科
- 呼吸器外科
- 循環器内科
- 心臓血管外科
- 脳神経外科
- 整形外科
- 皮膚科
- 眼科
- 泌尿器科
- 形成外科
- 婦人科
- 耳鼻咽喉科
- 小児科
- 歯科口腔外科
- 放射線科
- 緩和ケア外科
- 救急科
- 麻酔科
- リハビリテーション科
- 病理診断科

## 代表者
- 徳洲会理事長:安富祖久明
- 総長:大橋壮樹（心臓血管外科医）
- 院長:加藤千雄（循環器内科）

## 交通機関
- 中央本線・愛知環状鉄道高蔵寺駅北口バスプールより徒歩5分
- 名鉄バス高蔵寺駅北口ターミナル8番乗り場「中部大学」行の1つ目「名古屋徳州会総合病院」にて降車
  - ただし、高蔵寺駅北口方面は徳州会総合病院の目の前に位置するが、中部大学方面は高蔵寺駅に近い所に位置するため、歩いた方が早い。